# Dylan Levitt
Dylan James Christopher Levitt (sinh ngày 17 tháng 11 năm 2000) là một cầu thủ bóng đá người xứ Wales, hiện đang thi đấu ở vị trí tiền vệ cho Istra 1961 theo dạng cho mượn từ Manchester United và đội tuyển bóng đá quốc gia Wales.

## Sự nghiệp câu lạc bộ

### Manchester United
Levitt ra mắt đội một Manchester United trong trận thua 1–2 trước Astana tại UEFA Europa League vào ngày 28 tháng 11 năm 2019. Ngày 8 tháng 9 năm 2020, Levitt được gửi sang Charlton Athletic theo dạng cho mượn một mùa giải.
Ngày 8 tháng 1 năm 2021, hợp đồng cho mượn của Levitt tại Charlton Athletic bị cắt ngắn sau khi tiền vệ này chỉ có 5 lần ra sân cho đội một tại League One mà không ghi được bàn thắng nào.
Ngày 15 tháng 2 năm 2021, Levitt gia nhập đội bóng Croatia Istra 1961 dưới dạng cho mượn trong phần còn lại của mùa giải 2020–21.

## Sự nghiệp quốc tế
Tháng 5 năm 2019, Levitt lần đầu tiên được gọi vào đội tuyển bóng đá quốc gia Wales. Ngày 3 tháng 9 năm 2020, anh có lần đầu tiên ra sân cho đội tuyển quốc gia khi đá trọn vẹn trận đấu với Phần Lan tại UEFA Nations League B 2020–21.

## Thống kê sự nghiệp

### Câu lạc bộ
Tính đến ngày 16 tháng 3 năm 2021
| Câu lạc bộ               | Mùa giải            | Giải quốc gia       | Giải quốc gia | Giải quốc gia | Cúp FA | Cúp FA | Cúp EFL | Cúp EFL | Châu Âu | Châu Âu | Khác | Khác | Tổng cộng | Tổng cộng |
| Câu lạc bộ               | Mùa giải            | Hạng đấu            | Trận          | Bàn           | Trận   | Bàn    | Trận    | Bàn     | Trận    | Bàn     | Trận | Bàn  | Trận      | Bàn       |
| ------------------------ | ------------------- | ------------------- | ------------- | ------------- | ------ | ------ | ------- | ------- | ------- | ------- | ---- | ---- | --------- | --------- |
| Manchester United        | 2019–20             | Premier League      | 0             | 0             | 0      | 0      | 0       | 0       | 1       | 0       | —    | —    | 1         | 0         |
| Manchester United        | 2020–21             | Premier League      | 0             | 0             | 0      | 0      | 0       | 0       | 0       | 0       | —    | —    | 0         | 0         |
| Manchester United        | Tổng cộng           | Tổng cộng           | 0             | 0             | 0      | 0      | 0       | 0       | 1       | 0       | —    | —    | 1         | 0         |
| Charlton Athletic (mượn) | 2020–21             | League One          | 3             | 0             | 1      | 0      | 1       | 0       | —       | —       | 0    | 0    | 5         | 0         |
| Istra 1961 (mượn)        | 2020–21             | Prva HNL            | 1             | 0             | 1      | 0      | —       | —       | —       | —       | —    | —    | 2         | 0         |
| Tổng cộng sự nghiệp      | Tổng cộng sự nghiệp | Tổng cộng sự nghiệp | 4             | 0             | 2      | 0      | 1       | 0       | 1       | 0       | 2    | 0    | 10        | 0         |

1. ↑  Ra sân tại UEFA Europa League

### Quốc tế
Tính đến 25 tháng 9 năm 2022
| Wales     | Wales | Wales |
| Năm       | Trận  | Bàn   |
| --------- | ----- | ----- |
| 2020      | 5     | 0     |
| 2021      | 4     | 0     |
| 2022      | 4     | 0     |
| Tổng cộng | 13    | 0     |